# 京浜急行バス能見台営業所
京浜急行バス能見台営業所（けいひんきゅうこうバスのうけんだいえいぎょうしょ）は、神奈川県横浜市金沢区能見台にある京浜急行バスの営業所。最寄りのバス停留所は「能見台車庫前」または「能見台センター」。主に京急富岡駅・能見台駅・金沢文庫駅西口を発着する路線バスと、金沢文庫駅西口 - 洋光台駅前を担当している。営業所記号はN。また、能見台6-49-1に給油所があり、それなりのバスが待機可能となっている。

## 沿革
- 1987年（昭和62年）5月28日：京浜急行電鉄バス事業部門の追浜営業所能見台車庫として開設。
- 1990年（平成2年）9月16日：追浜営業所杉田車庫とともに横浜営業所に分離し、横浜営業所能見台車庫となる。
- 1996年（平成8年）4月1日：バス共通カードの導入に伴い、前乗り前払い均一運賃から中乗り整理券方式運賃後払いに変更する。
- 2003年（平成15年）10月1日：分社化により車庫から営業所に昇格し、京浜急行バスの能見台営業所となる（横浜営業所が横浜京急バスに業務移管されたため）。
- 2005年（平成17年）3月：横浜京急バスへの路線の移管が始まる。
- 2005年（平成17年）9月16日：横浜京急バスに完全移管。
- 2006年（平成18年）11月1日：横浜市営バスから107系統（金沢文庫駅・磯子台団地 - 洋光台駅前）が移譲される[3]。
- 2006年（平成18年）11月3日：金沢文庫駅西口 - 金沢動物園線（文21系統・急行）運転開始。
- 2007年（平成19年）3月18日：PASMO導入。
- 2018年（平成30年）4月1日：横浜京急バスが本体の京浜急行バスに吸収合併されて消滅したことに伴い、再び京浜急行バスの営業所となった[4][5]ほか、営業所記号もYからNに変更された。

## 現行路線

### 沢木谷線・野村住宅線
- 文1：金沢文庫駅西口 - 赤井 - 宮ヶ谷 - 野村住宅センター
- 文2：金沢文庫駅西口 - 赤井 - 宮ヶ谷 - 野村住宅南口
- 文3：金沢文庫駅西口 - 赤井 - 宮ヶ谷 - 野村住宅センター - パークタウン入口
- 文7：金沢文庫駅西口 - 釜利谷東小学校前 - 小泉 - 関東学院大学金沢文庫キャンパス
- 文21（急行）：金沢文庫駅西口 - 北谷 - 夏山 - 金沢動物園

野村住宅線は、朝夕のみならず日中の本数が多い。これは、野村住宅が高台にあることに加え、沿線に横浜市立金沢自然公園（動物園）があるためである。また、野村住宅センターバス停は関東学院大学金沢文庫キャンパスにも近いため、バスの車内放送でも野村住宅センターが関東学院大学金沢文庫キャンパス最寄バス停であることを案内しているほか、始発の金沢文庫駅では車外放送にて「関東学院大学金沢文庫キャンパス・野村住宅センター行」と案内している。なお、文7の金沢文庫駅・赤坂 - 関東学院大学金沢文庫キャンパス相互間の定期券を所持している場合、この文1のバスにも乗車することが出来るため、関東学院大学の学生もこの路線を利用している。ただし、文1の途中の停留所で乗り降りすることは出来ない。また、所要時間はこちらよりも基本的に文7のほうが短い。金沢文庫駅を出ると旧道を経由する。
沢木谷線は、金沢文庫駅西口と金沢文庫パークタウンおよび関東学院大学金沢文庫キャンパスとを結ぶ路線である。文7は、2000年2月1日までパークタウン西止まりであったが、関東学院大学の学生の便宜を図るため、もともと使用していた大学前のバス折り返し場を現在の終点として延長した。また文7系統の深夜バスは無いが、金沢文庫駅発平日のみ文3系統が反対側の終点方面からパークタウン入口まで運行される。前述の通り、関東学院大学金沢文庫キャンパスは野村住宅センターに大変近いため、金沢文庫駅・赤坂 - 野村住宅センター相互間の定期券を所持している場合、この文7のバスにも乗車することが出来る。ただし、文7の途中の停留所で乗り降りすることは出来ない。
文21系統は金沢文庫駅と金沢動物園を結ぶ路線。笹下釜利谷道路を通り、赤坂から文1と同じルートを走り、夏山坂上手前から金沢動物園敷地に入る。急行運転を行い、途中、北谷（きたやつ）、夏山の両停留所のみに停車する。2006年11月3日より、土日祝日のみ独特のラッピングを施した小型バスでの運転（他の車両による代走あり）。

#### 路線沿革
- 1977年6月29日：金沢文庫駅 - 野村住宅センターが開通
- 1978年6月16日：横浜営業所の廃止に伴い追浜営業所に移管
- 1986年3月28日：金沢文庫駅 - 野村住宅センターの深夜バスが運行開始
- 1985年1月8日：金沢文庫駅 - パークタウン西が開通
- 1990年9月16日：横浜営業所（能見台車庫）に移管
- 1990年 - 1991年頃：西口発着に変更（笹下釜利谷道路の立体化・踏切廃止による）
- 時期不明：一部便を野村住宅南口まで延長
- 2000年2月1日：パークタウン西 - 関東学院大学金沢文庫キャンパスを延長
- 2004年10月18日：深夜バスをパークタウン入口まで延長、金沢文庫駅西口 → 野村住宅センター → パークタウン入口とする
- 2005年9月16日：横浜京急バス能見台営業所に移管
- 2006年11月3日：文21系統運行開始

### 能見台線・能見台5丁目線

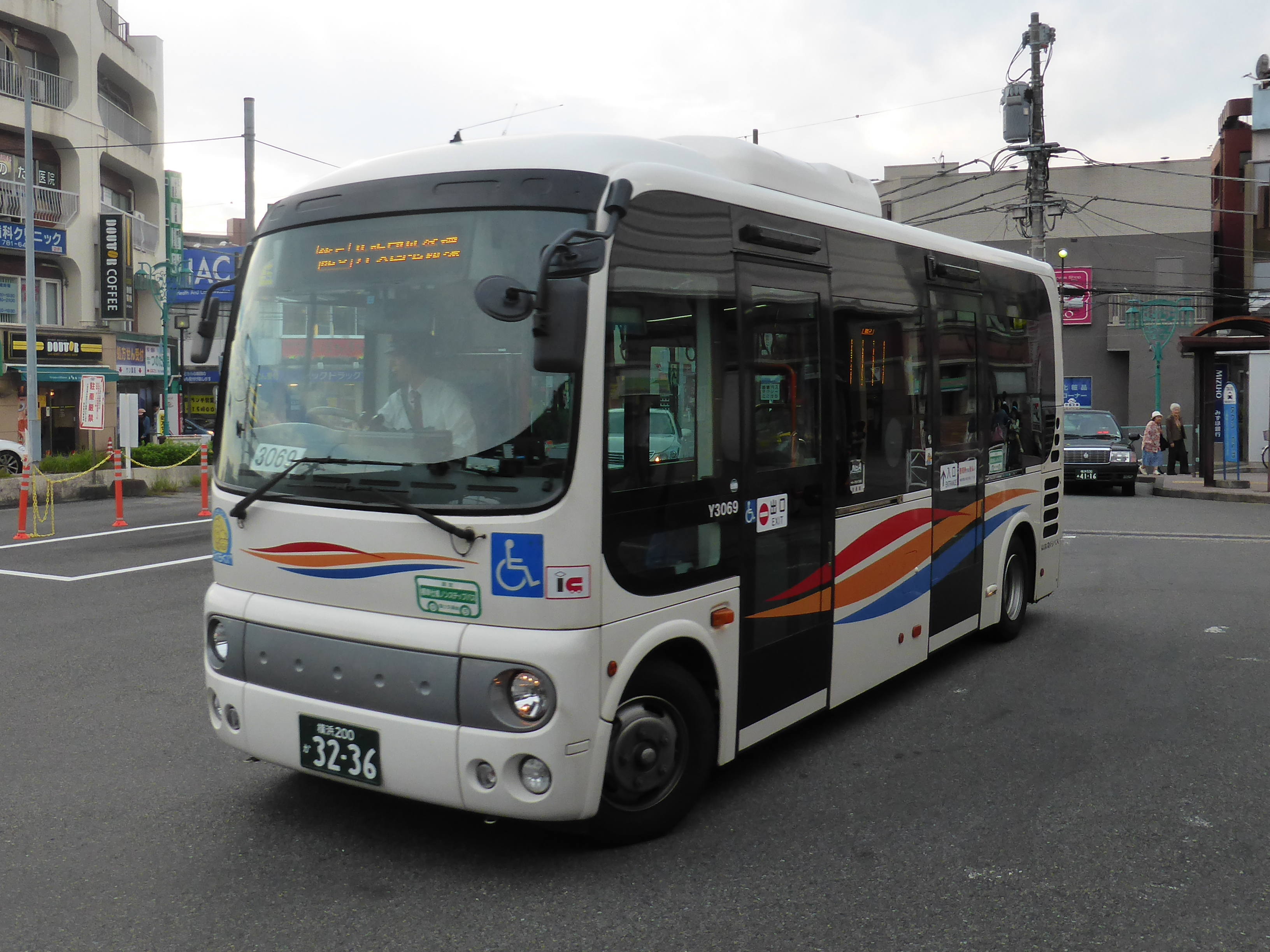
片吹団地循環で使用される小型車両

- 文8：金沢文庫駅西口 - 釜利谷東小学校前 - 釜利谷高校 - シティ能見台西 - 能見台車庫前
- 文9：金沢文庫駅西口 - 釜利谷東小学校前 - 釜利谷高校 - 能見台5丁目 - 横浜氷取沢高校
- 能1：能見台駅 - 能見台センター - 横浜氷取沢高校
- 能2：能見台駅 - 能見台センター - 釜利谷高校
- 能3：能見台駅 → 能見台センター → 横浜氷取沢高校 → 氷取沢 → 磯子台団地 → 横浜氷取沢高校 → 能見台センター → 能見台駅（循環）
- 能5：能見台駅 → 市営谷津坂住宅 → 片吹団地入口 → 片吹公園西口 → 片吹自治会館 → 市営谷津坂住宅 → 能見台駅（循環）
- 能51：能見台駅 → 市営谷津坂住宅 → 片吹団地入口 → 片吹公園西口
- 能52：片吹自治会館 → 市営谷津坂住宅 → 能見台駅

能見台線および能見台5丁目線は、金沢文庫駅西口と氷取沢・能見台方面を結ぶ通勤通学・生活路線である。
なお、能見台の住宅街の中心にある能見台センターバス停は、付近に能見台営業所があるため、バス通り沿いと営業所前の2箇所にバス停があり、能2系統は車庫前のバス停（「能見台車庫前」バス停ではない）から、能1系統はバス通り沿いのバス停から発着する。
また、中央公園入口 - 能見台センター間では、文9系統が加わり、能見台センター - 氷取沢高校間は、さらに富2系統が加わるため、昼間でも本数は確保される。
2015年10月1日に、能5系統片吹団地循環が運行を開始した。市営谷津坂住宅と片吹団地とを結ぶ循環路線で日中のみ運行となる。急坂・狭隘区間を通るため小型車両が使用されている。

#### 路線沿革
- 1984年1月9日：能見台駅 - 能見台センター - 氷取沢高校の運行を開始
- 1990年以前：金沢文庫駅 - 氷取沢高校（能見台5丁目線）が運行を開始する。
- 1990年9月16日：横浜営業所（能見台車庫）に移管
- 1996年6月3日：金沢文庫駅 - シティ能見台西（能見台線）が運行を開始する。
- 2005年3月16日：能見台5丁目線が横浜京急バス追浜営業所と共管になる
- 2005年6月1日：能見台線を横浜京急バス追浜営業所に運行委託
- 2005年9月16日：横浜京急バス能見台営業所に移管
- 2006年3月1日：文8 : シティ能見台西 - 能見台車庫前を延長
- 2006年6月26日：能2深夜バス新設、文8平日朝ラッシュ時増発・土休日終車延長、能1土休日終車延長
- 2013年12月15日：能3を新設。能1の運行本数が日中2本に減便される。
- 2015年10月1日：能5（片吹団地循環）を新設。
- 2018年12月16日：能51・能52を新設[6]。

### 白山道循環線
- 文5：金沢文庫駅西口 → 赤井 → 小泉 → 白山道 → 六浦 → 金沢八景 → 町屋 → 東急車輛前 → 金沢文庫駅西口
- 文6：金沢文庫駅西口 → 金沢区総合庁舎前 → 金沢八景 → 六浦 → 白山道 → 小泉 → 赤井 → 金沢文庫駅西口

金沢文庫駅西口から白山道・六浦・泥亀を経由して再び金沢文庫駅へと戻る循環路線である。運行本数が1日に4本 - 6本と少なく、平日早朝・夜間と土日祝日は運行されない。狭隘路線のため長らくツーマン運行（補助員乗車）であったが、減便されると同時期に小型バスによる運行に変更されている。
古くは横浜市交通局の管轄であったが、1959年に京浜急行に移管され、同年新設された杉田営業所（1965年10月1日に横浜営業所へ改称）の所管となった。市バス時代は町屋を起終点としていたが、移管時に金沢文庫発着に変更された。1979年には、六浦廻りが44回、小泉廻りが46回、それぞれ運行されている（平日）。その後、何度か経路変更があり、金沢八景駅折返し便も運行されたが、2000年の高舟台循環線・八景台住宅線の開通に伴い大幅に減便され現在に至る。
経路途中に東急車輛前停留所があるが、2012年の事業譲渡により総合車両製作所となった後も2020年12月現在まで変更されていない。

#### 路線沿革
- 1951年4月：横浜市交通局が26系統（町屋 - 白山道循環 - 町屋）を開通[7]
- 1959年4月1日：横浜市交通局より路線移管、金沢文庫駅 - 白山道循環 - 金沢文庫駅として運行開始
- 1978年6月16日：横浜営業所の廃止に伴い追浜営業所に移管
- 時期不明：金沢文庫駅 - 白山道 - 金沢八景駅の運行を開始
- 1987年頃：釜利谷市民菜園経由に変更
- 1989年頃：坂本経由に再変更
- 1990年9月16日：横浜営業所（能見台車庫）に移管
- 時期不明：金沢区総合庁舎前を経由の白山道（大）循環を開設、従来便を白山道（小）循環とする
- 時期不明（90年代前半）：駅前踏切道の高架化に伴い経路変更、西口発着に変更
- 2000年3月27日：白山道（小）循環および金沢八景駅折返し便を廃止
- 2005年3月16日：横浜京急バス追浜営業所に運行委託
- 2005年9月16日：横浜京急バス能見台営業所に移管

### 高舟台循環線・八景台住宅線
- 文10：金沢文庫駅西口 → 赤井 → 小泉 → 白山道 → ウッドパーク入口 → 高舟台 → 白山道 → 小泉 → 赤井 → 金沢文庫駅西口
- 文10：金沢文庫駅西口 → 赤井 → 小泉 → 白山道 → ウッドパーク入口 → 高舟台
- 文10：ウッドパーク入口 → 高舟台 → 白山道 → 小泉 → 赤井 → 金沢文庫駅西口
- 文11：金沢文庫駅西口 - 赤井 - 小泉 - 白山道 - 八景台住宅
- 文20：金沢文庫駅西口 → 釜利谷東小学校前 → 小泉 → 白百合幼稚園 → 自治会館前 → 高舟台 → 白百合幼稚園 → 小泉 → 釜利谷東小学校前 → 金沢文庫駅西口

高舟台循環線・八景台住宅線は、金沢文庫駅西口と白山道・高舟台の住宅地を結ぶ路線である。平日朝は、金沢文庫駅に向かう通勤・通学客が多く利用するために本数が多く設定されている。文10系統は、高舟台地区の住民の需要が多いために2000年3月27日に運行が開始された。文20系統は運行開始当初、文12系統として、金沢文庫駅（西口） - 小泉間は新道経由で運転されたが、高舟台地区の路線区間変更により系統番号が変更された。なお運行本数は文20系統よりも文10系統の方が多い。狭隘区間が存在するため、日野ポンチョで運行されている。

#### 路線沿革
- 2000年3月27日：文10・文11が運行を開始する。
- 2004年3月29日：金沢文庫駅 - 白百合幼稚園 - 高舟台循環（文12）が開通
- 2005年3月16日：文12を自治会館廻りに変更、文20とする
- 2005年3月16日：横浜京急バス追浜営業所に運行委託
- 2005年9月16日：横浜京急バス能見台営業所に移管

### 富岡線・洋光台線
- 富1：京急富岡駅 - 富岡第三公園 - 京急富岡住宅西口 - 横浜氷取沢高校
- 富2：京急富岡駅 - 富岡第三公園 - 氷取沢高校 - 能見台車庫前
- 富3：京急富岡駅 - 氷取沢 - 宮ヶ谷 - 釜利谷東小学校前 - 金沢文庫駅西口
- 洋1：洋光台駅前 - 田中 - 栗木町 - 上中里町 - 氷取沢 - 金沢文庫駅西口
- 洋1：洋光台駅前 → 田中 → 栗木町 → 上中里町 → 氷取沢（最終便のみ）
- 洋2：能見台センター → 磯子台団地 → 氷取沢 → 上中里町 → 栗木町 → 田中 → 洋光台駅前（朝のみ）

京急富岡駅発着の路線は、富岡・能見台の住宅街と駅を結ぶ、通勤通学生活路線である。京急富岡駅 - 富岡第三公園間では4つの系統が同じ経路で運行される。
富1 - 富3系統は京急富岡住宅西口で笹下釜利谷道路に入るが、富1・富2系統は下ヶ谷ですぐ笹下釜利谷道路を離れる。富1系統は下ヶ谷に程近い氷取沢高校までの運転で、富2系統は氷取沢高校から能見台の住宅街へと向かう。富3系統は、金沢文庫駅（西口） - 京急富岡駅間を笹下釜利谷道路経由で結ぶ通勤生活路線。金沢文庫駅や京急富岡駅、釜利谷高校や氷取沢高校に向かう通勤通学客の足となっている。また金沢文庫駅（西口） - 上の前間は洋１系統が加わり、運転本数が増える。
107系統は2006年11月1日に横浜市営バスより金沢文庫駅西口・磯子台団地 - 洋光台駅前が移譲され運行を開始し、同時に能見台センター発磯子台団地経由洋光台駅行きを設定した。過去には磯子台団地始発便も存在したが、2006年12月1日のダイヤ改正で能見台センター始発に統合され、わずか1か月で廃止となった。なお、上の前 - 洋光台駅前間および氷取沢 → 磯子台団地 → 氷取沢間は、横浜市営バスからの移譲により初めて京急バスの路線になる区間である。また、この系統に限り乗車方法が前乗り中降り方式となっており、運賃の支払い方式が横浜市営時代の釣銭式から両替式となった。洋光台駅前 - 市民の森入口間は均一運賃（大人220円・小人110円）となり、乗車する際には、乗務員に行先を告げる必要があったが、2022年4月1日より中乗り前降り方式に変わった。

#### 路線沿革
- 1969年8月1日：京浜富岡駅 - 富岡団地間の運行を開始
- 1971年4月15日：富岡住宅（富岡団地?） - 京急富岡住宅西口を延長
- 1979年4月5日：京浜富岡駅 - 氷取沢 - 金沢文庫駅間の運行を開始
- 1990年9月16日：横浜営業所（能見台車庫）に移管
- 2005年3月16日：横浜京急バス追浜営業所に運行委託
- 2005年9月16日：横浜京急バス能見台営業所に移管
- 2006年11月1日：横浜市営バスより107系統（金沢文庫駅西口・磯子台団地 - 洋光台駅）が移譲され運行開始[3]。同時に能見台センター発磯子台団地経由洋光台駅行きの運行を開始。
- 2010年4月1日：富1系統の終点を京急富岡住宅西口→氷取沢高校、富2系統の終点を能見台センター→能見台車庫前まで延長。
- 2022年4月1日：107系統を洋1系統・洋2系統に改番した上、中乗り前降り、運賃後払い方式に変更。

### 富岡ニュータウン線・富岡西循環線
- 富5：京急富岡駅 - 富岡第三公園 - 富岡9期ニュータウン（朝夕のみ）
- 富6：京急富岡駅 → 富岡第三公園 → 富岡9期ニュータウン → 富岡西三丁目 → 富岡北部 → 富岡西四丁目 → 京急富岡駅（日中のみ）
- 富6：富岡9期ニュータウン → 富岡西三丁目 → 富岡北部 → 富岡西四丁目 → 京急富岡駅（始発のみ）

富5系統は朝夕のみに運行されている。2009年9月7日より日中に限り富6系統の運行が開始された。これに伴い、富岡第三公園→富岡9期ニュータウン間は、片方向のみ日中もバスが運行されるようになる。

### 坂本・夏山循環線
- 文22： 金沢文庫駅 → 赤坂 → 夏山下 → 望美台 → 赤坂 → 金沢文庫駅

2016年12月16日新設。坂本・夏山地区を循環する小型バス路線。金沢文庫駅 - 夏山下（夏山東）間は赤坂のみ停車する。

## 移管路線

### 六浦駅循環線
- 六1：六浦駅 → 湘南六浦第一・第二 → 六浦台住宅 → 六浦南小学校 → エステシティ壱番館 → エステシティ3号棟 → 六浦駅
- 六2：六浦駅 → 湘南六浦第一・第二 → 六浦台住宅 → 六浦南小学校 → エステシティ壱番館 → エステシティ3号棟
- 六3：六浦台住宅 → 六浦南小学校 → エステシティ壱番館 → エステシティ3号棟 → 六浦駅

小高い丘の上にある六浦台・エステシティ地区待望のバス路線で2009年9月7日に運行を開始した。カーブや急な坂道が多い。一部便は、六浦台住宅始発六浦駅行きまたは六浦駅発エステシティ3号棟止まりで運行される。2020年3月1日付で追浜営業所へ移管した。

## 車両
配置されている車両は一般路線車が大型車または小型車、その他に関東学院大学金沢文庫キャンパス輸送用の貸切登録車と幼稚園、病院送迎用の小型車が配置されている。高速路線の担当は無いため、高速路線用車両は存在しない。
大型車はいすゞ車・UDトラックス車・三菱ふそう車が在籍。近年導入されるのはいすゞ車が多い。三菱ふそう車は2011年にエアロスターのN5120号車を導入。白山道・高舟台方面、片吹団地方面、六浦駅循環の狭隘路線に運用される小型車は日野ポンチョロング仕様が在籍する。
貸切・特定登録車は14台で、京急幼稚園用、循環器呼吸器センター用の日野・リエッセII（SN3438号車）などを所有する。かつてはUD製の大型ワンステップ車が2台所属し、当時貸切輸送扱いだった関東学院大学金沢文庫キャンパス輸送などに使用されていたが、すでに廃車となっている。
同じく横浜京急バス籍の特定登録車は2011年に当初から貸切輸送用に導入されたいすゞ・エルガが1台ずつ存在する。この車両は通常は関東学院大学金沢文庫キャンパス輸送のみに使用されている。塗装は一般路線車と変わらないが特定登録のため運賃箱がなく、営業所記号表記が違うため、一般路線に使用されることはない。このほか金沢動物園用の三菱ふそう・ローザ2台（うちSN6835号車はリフト付）と横浜なみきリハビリテーション病院用のトヨタ・ハイエースが5台が在籍する。

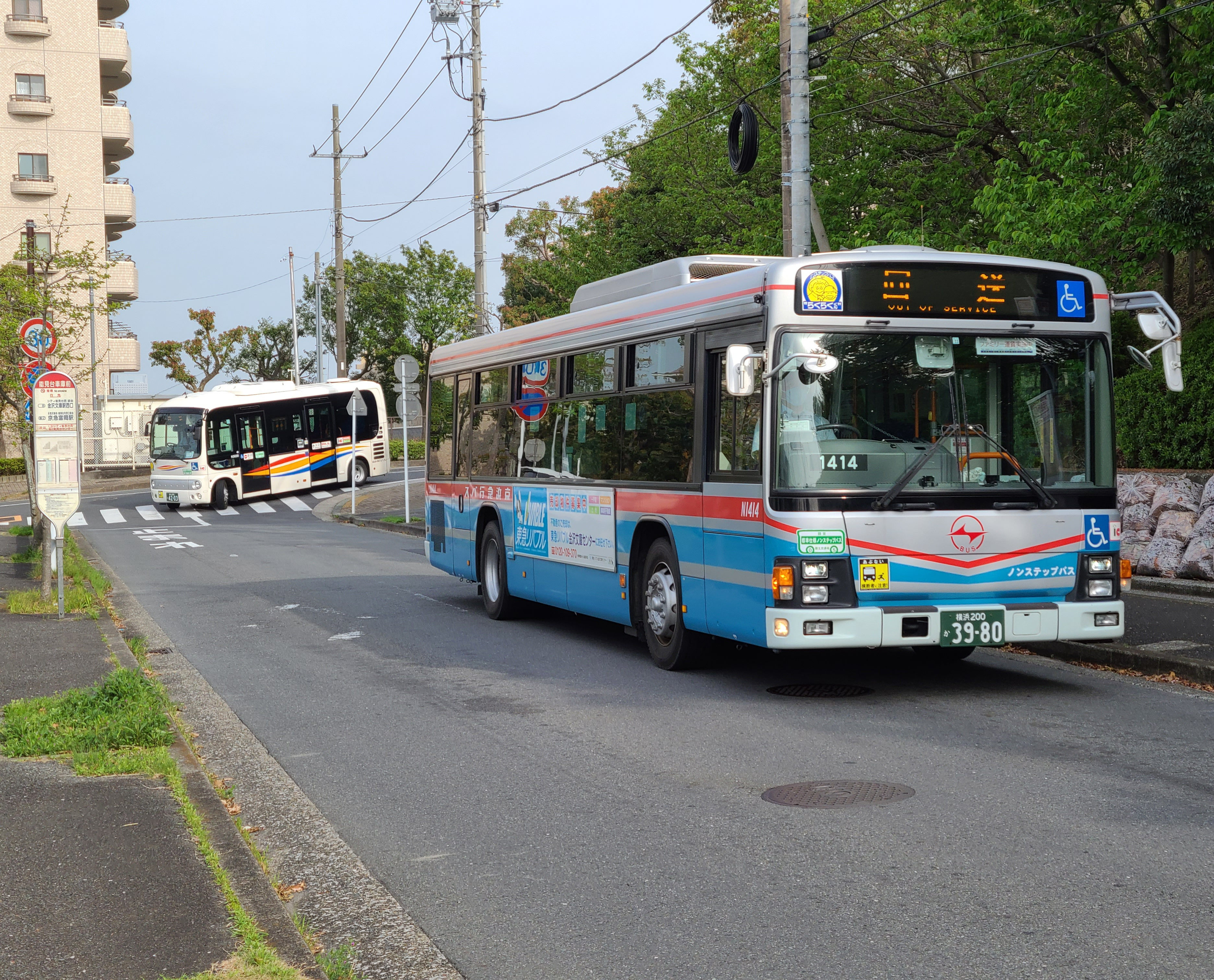
いすゞ・エルガ（営業所前）
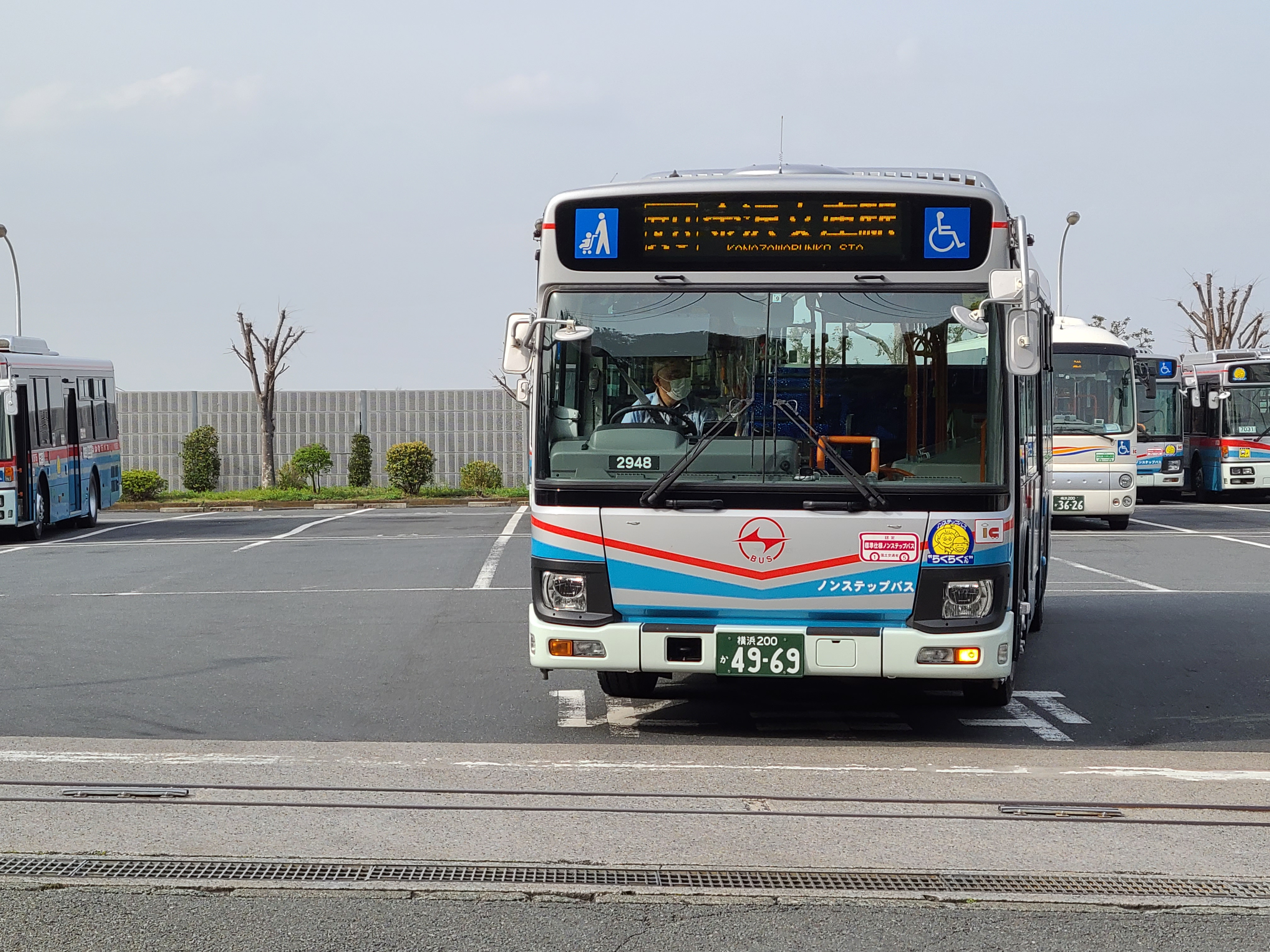
2代目いすゞ・エルガ（営業所内）
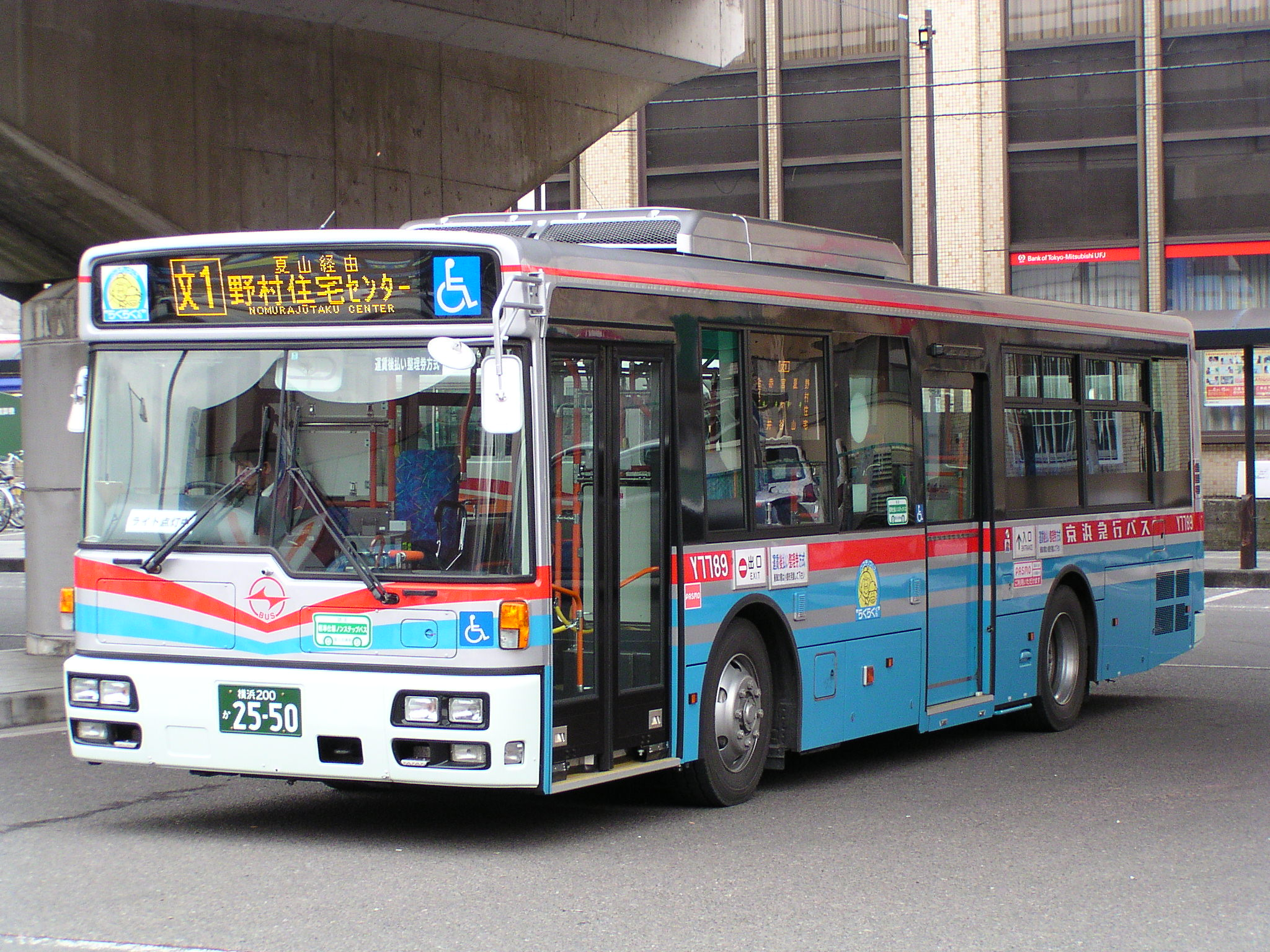
日産ディーゼル・スペースランナーRA（金沢文庫駅西口）
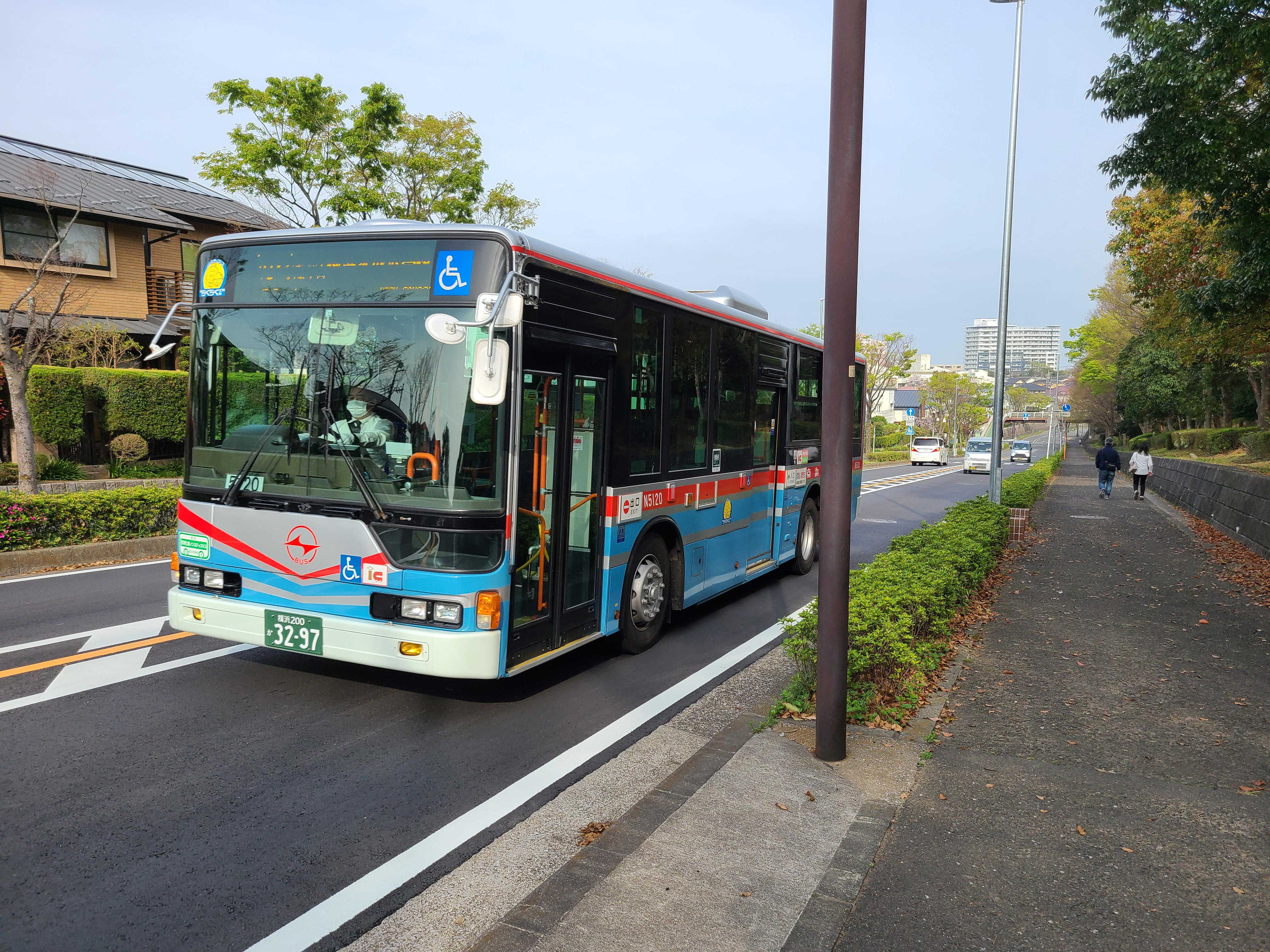
三菱ふそう・エアロスター（N5120/能見台三丁目付近）
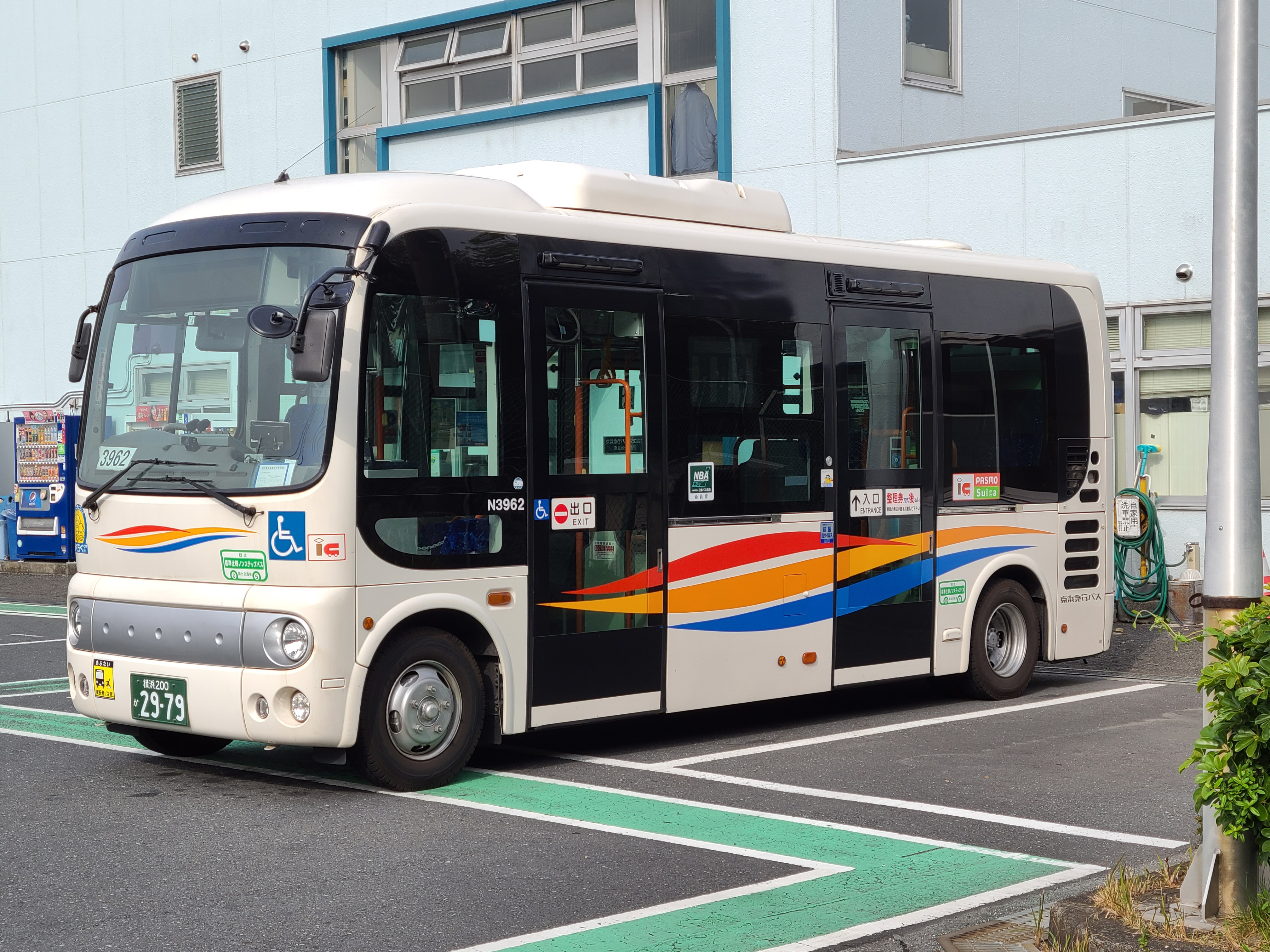
日野・ポンチョ（営業所内）
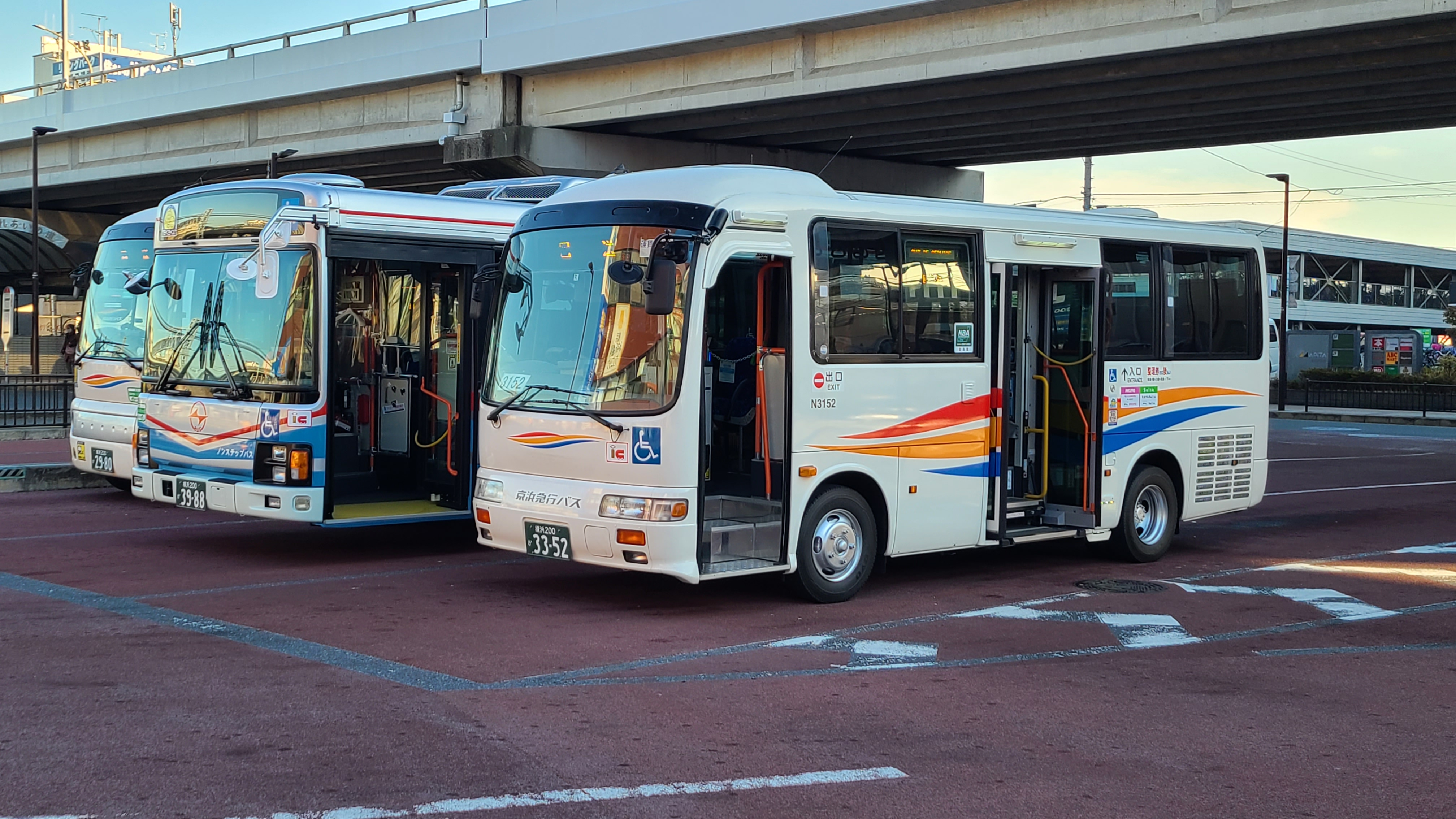
日野・リエッセ（N3152/金沢文庫駅西口）
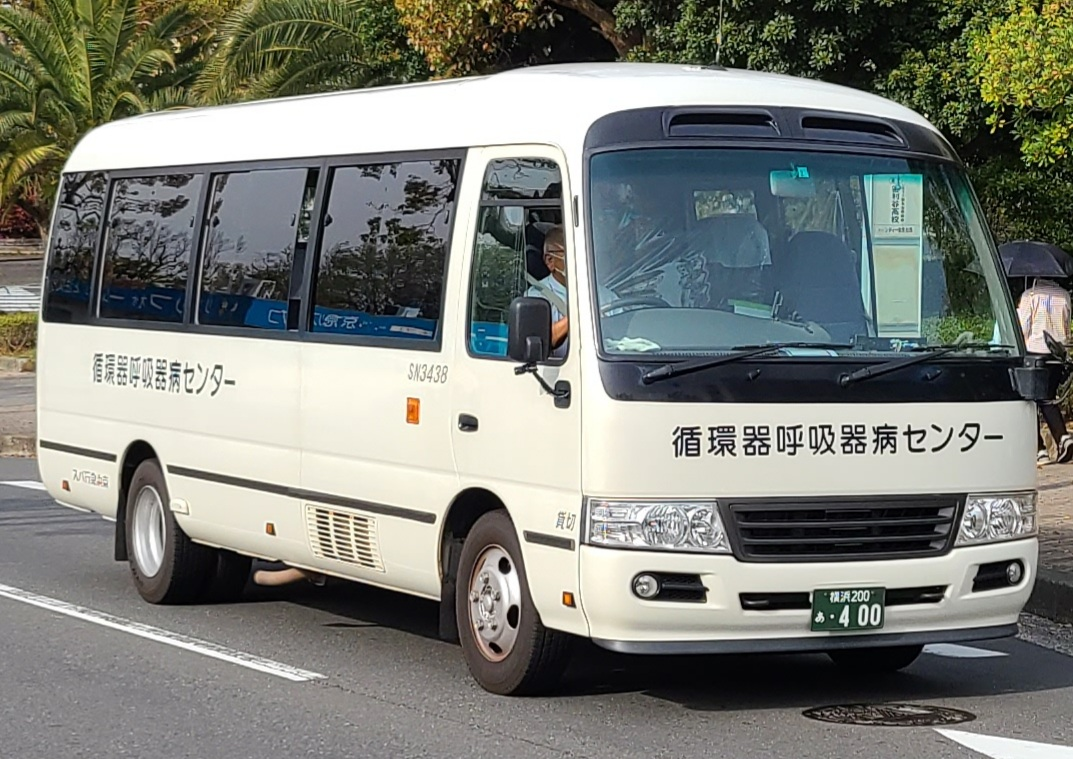
日野・リエッセⅡ（循環器呼吸器センター用/営業所付近）
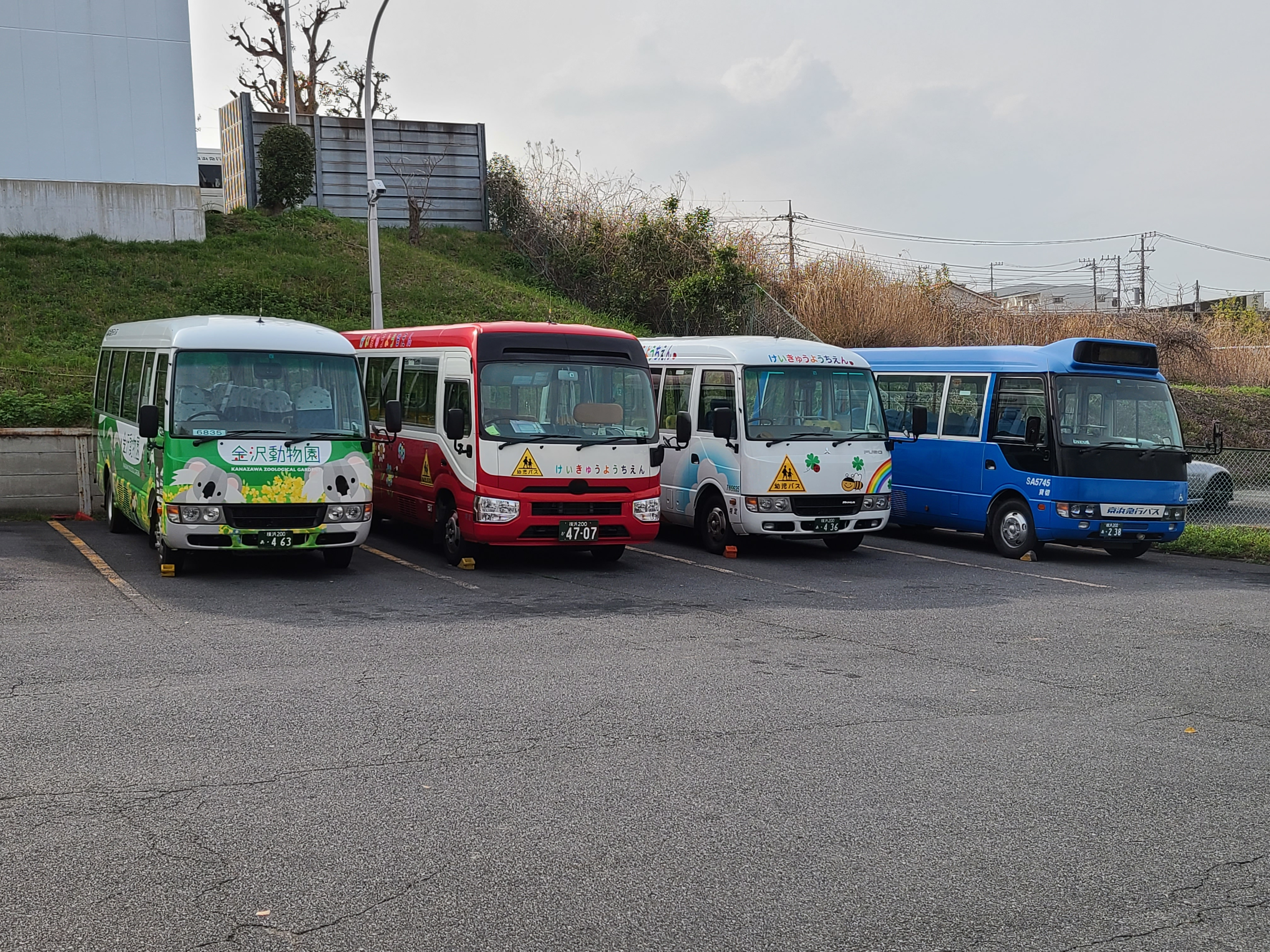
貸切・特定車（第2車庫内）